# Manuel Noriega
Manuel Antonio Noriega (11. února 1934 – 29. května 2017) byl panamský generál a samozvaný diktátor v letech 1983–⁠1989. Nikdy nebyl oficiálním prezidentem Panamy, ale de facto řídil Panamu až do konce roku 1989.

## Biografie
Nejdříve byl spojencem Spojených států a od 50. let do 80. let 20. století pracoval i pro CIA. Později se orientoval nacionalisticky a protiamericky. Podporoval obchod s drogami, porušoval embargo Kuby. Následně jej Spojené státy obvinily ze špionáže pro Kubu pod vládou Fidela Castra.[zdroj?] Nato Noriega změnil svoji rétoriku a začal veřejně označovat Spojené státy za nepřítele.
Během invaze Spojených států do Panamy se Noriega ukrýval a strávil i několik týdnů na vatikánském velvyslanectví Svatého stolce v Panamě pod jeho ochranou jako uprchlík. Americké armádní jednotky oblast uzavřely a obléhaly velvyslanectví. Součástí obléhání byl i psychologický nátlak, jenž zahrnoval pouštění hlasité rockové hudby atd. Armádní jednotky nemohly vtrhnout dovnitř a Noriegu zatknout, protože budova vyslanectví i jeho pozemek byly majetkem a suverénním územím Svatého stolce a byly pod ochranou Vídeňské úmluvy.
Dne 3. ledna se Noriega vzdal, byl zatčen a odvezen na Floridu, kde byl obviněn dle amerických federálních zákonů a postaven před soud. Mimo jiné byl obviněn z pašování drog, vydírání a finančního podvodu. Na lavici svědků usedli i někteří z jeho bývalých spojenců i jeho nepřátelé. Noriega byl nakonec shledán vinným a dne 10. července 1992 byl odsouzen na 40 let odnětí svobody. V roce 1999 mu byl tento trest zmírněn na 30 let.
O extradici Noriegy požádala v roce 1999 Panama, aby se zde zpovídal ze zločinů, jež se staly během jeho vlády. V nepřítomnosti byl v roce 1995 odsouzen na 20 let odnětí svobody. O jeho vydání požádala rovněž Francie, která jej odsoudila za finanční podvod na 10 let. V roce 2010 byl vydán Francii, kde strávil jeden rok ve vazbě. V prosinci 2011 jej Francie vydala do Panamy.
V březnu roku 2017 se podrobil kvůli nálezu nádoru operaci mozku, posléze se mu spustila krvácení, která se nedařilo zastavit a upadl do kómatu. Na následky krvácení dne 29. května téhož roku také zemřel.